# Michigan Center
Michigan Center is een plaats (census-designated place) in de Amerikaanse staat Michigan, en valt bestuurlijk gezien onder Jackson County.

## Demografie
Bij de volkstelling in 2000 werd het aantal inwoners vastgesteld op 4641.

## Geografie
Volgens het United States Census Bureau beslaat de plaats een oppervlakte van
14,6 km², waarvan 13,4 km² land en 1,2 km² water. Michigan Center ligt op ongeveer 301 m boven zeeniveau.

## Plaatsen in de nabije omgeving
De onderstaande figuur toont nabijgelegen plaatsen in een straal van 16 km rond Michigan Center.